# أندرو فولتون
أندرو فولتون (بالإنجليزية: Andrew Fulton)‏ هو لاعب غولف ودبلوماسي وسياسي بريطاني، ولد في 6 فبراير 1944.